# Jogos Olímpicos de Verão de 2036
Os Jogos Olímpicos de 2036, conhecidos oficialmente como os Jogos da XXXVI Olimpíada, serão um evento multiesportivo realizado em 2036, ainda sem sede definida.

## Processo de escolha
Quatro países já oficializaram o seu processo de candidatura para sediar os Jogos Olímpicos de Verão de 2036: a Indonésia, na cidade de Nusantara; a Turquia, na cidade de Istambul; a Índia, em uma cidade ainda não anunciada, e o Chile, na cidade de Santiago. Outros países, como o Egito, a Coreia do Sul, a Dinamarca, o Canadá e o Catar, manifestaram interesse de forma não oficial.

## Direitos de transmissão
- Estados Unidos – NBCUniversal[10]